# Gonatista reticulata
Gonatista reticulata es una especie de mantis de la familia Hymenopodidae.

## Distribución geográfica
Se encuentra en Cuba, Puerto Rico y San Bartolomé.